# Hypolycaena condamini
Hypolycaena condamini är en fjärilsart som beskrevs av Henry Stempffer 1956. Hypolycaena condamini ingår i släktet Hypolycaena och familjen juvelvingar. Inga underarter finns listade i Catalogue of Life.